# Hlboký jarok
Hlboký jarok je zrušená přírodní rezervace na Slovensku. Nacházela se v katastrálním území města Tisovec v okrese Rimavská Sobota v Banskobystrickém kraji. Území bylo vyhlášeno v roce 1988 s rozlohou 34,41 hektaru. Přírodní rezervace byla k 1. květnu 2023 zrušena a nahrazena chráněným areálem Tisovský kras.